# Tamniès
Tamniès is een gemeente in het Franse departement Dordogne (regio Nouvelle-Aquitaine) en telt 317 inwoners (1999). De plaats maakt deel uit van het arrondissement Sarlat-la-Canéda.

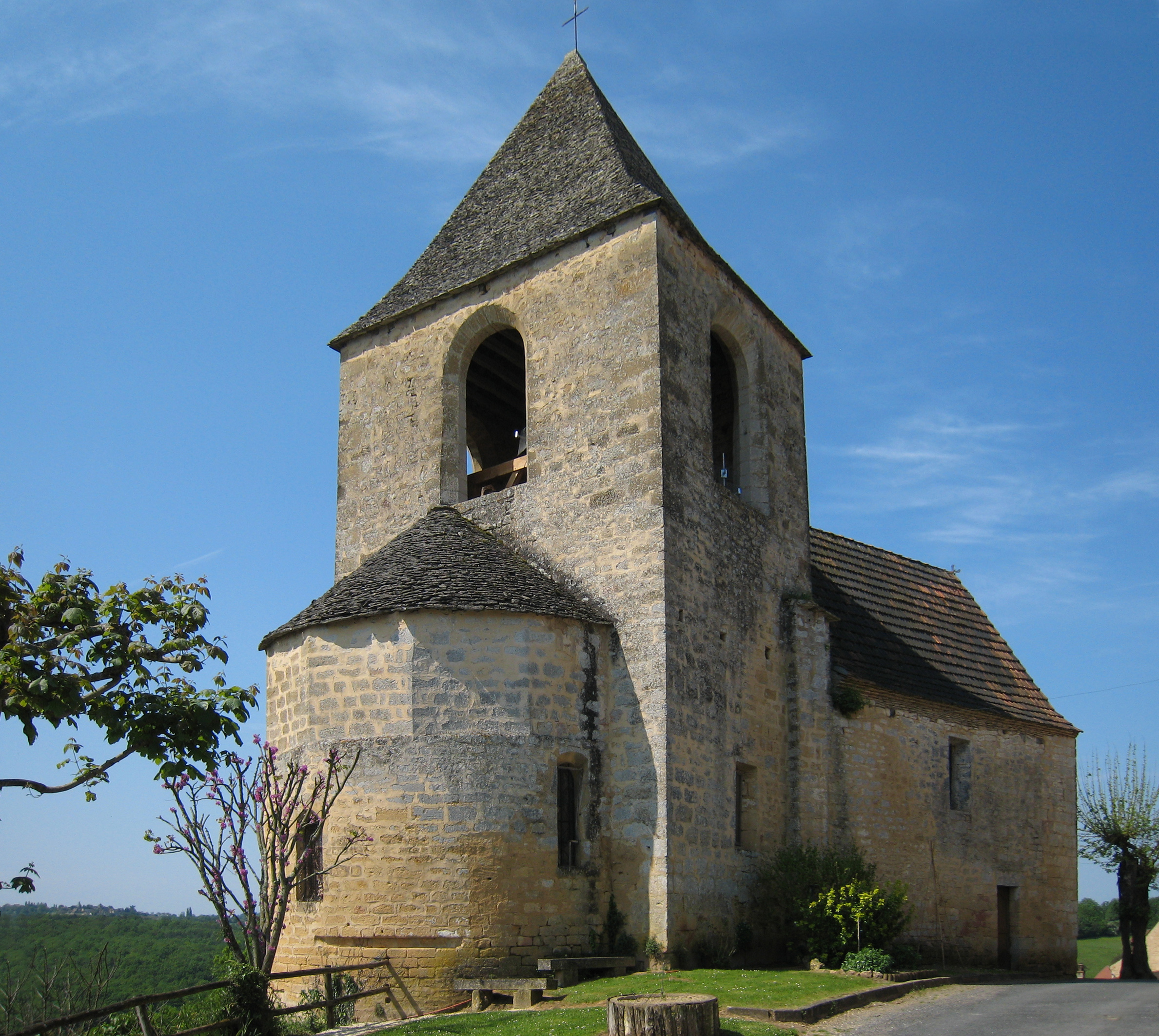
Kerk in Tamnies
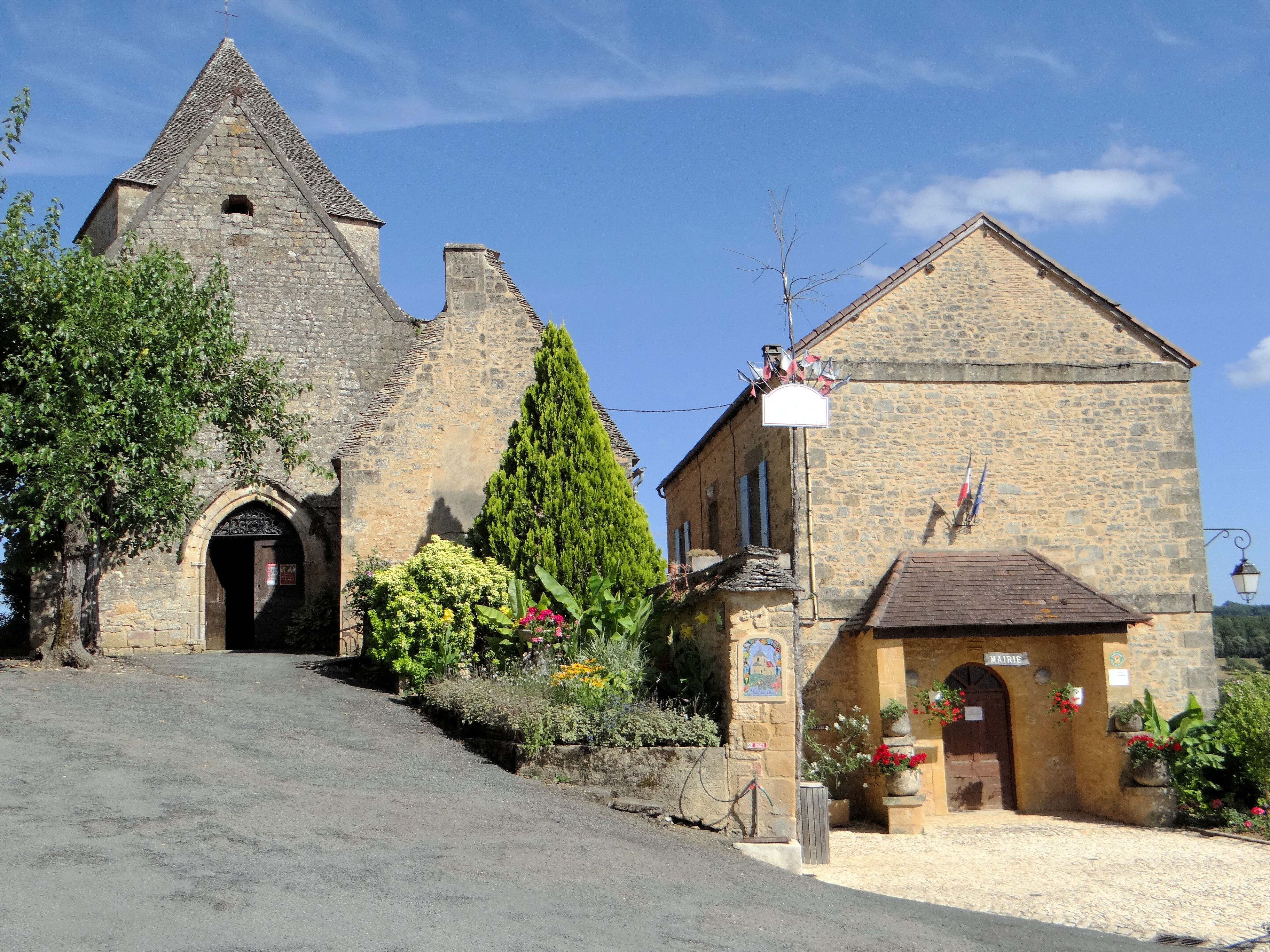
Kerk, gemeentehuis en museum van Tamnies
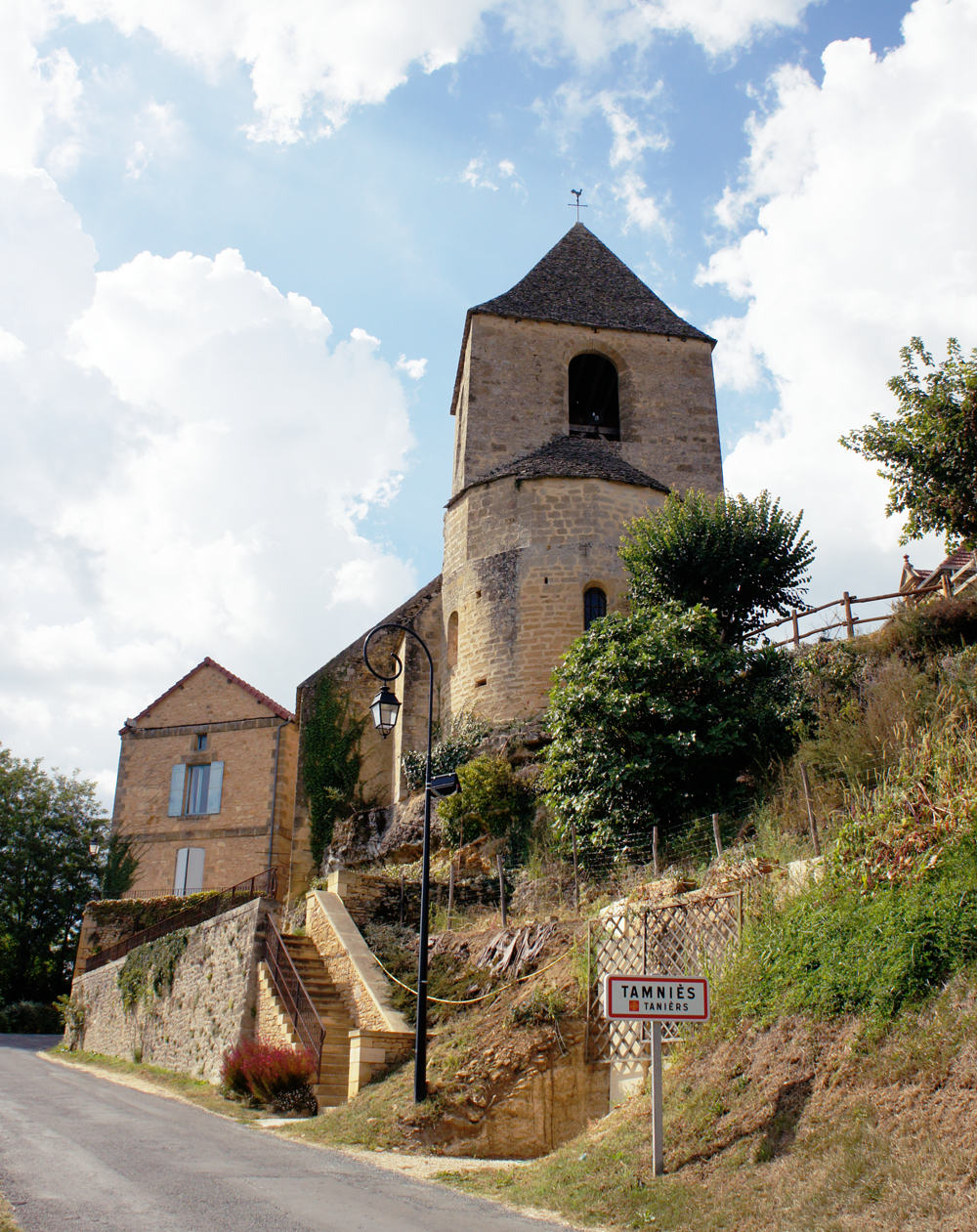
Tamnies

## Geografie
De oppervlakte van Tamniès bedraagt 19,6 km², de bevolkingsdichtheid is 16,2 inwoners per km².
De onderstaande kaart toont de ligging van Tamniès met de belangrijkste infrastructuur en aangrenzende gemeenten.

## Demografie
Onderstaande figuur toont het verloop van het inwonertal (bron: INSEE-tellingen).